# Myra Bradwell
Myra Bradwell, född 1831, död 1894, var en amerikansk aktivist. 
Hon är inkluderad i National Women's Hall of Fame. 